# …bugiardo più che mai… più incosciente che mai…
…bugiardo più che mai… più incosciente che mai… — семнадцатый студийный альбом итальянской певицы Мины, выпущенный в ноябре 1969 года на лейбле PDU.

## Об альбоме
На альбоме представлены только новые песни, за исключением «Un’ombra» и «I problemi del cuore», опубликованных в октябре в качестве сингла, и песня «Non credere», которая вышла синглом в апреле с би-сайдом «Dai dai domani», который на альбом не попал. Также с альбома были выпущены синглы «Bugiardo e incosciente» / «Una mezza dozzina di rose» и «Un giorno come un altro» / «Il poeta», но уже в следующем году.
«Non c'è che lui» является кавер-версией песни, представленной за на несколько месяцев до выхода альбома Соней и Армандо Савини на фестивале в Сан-Ремо. Другая кавер-версия на альбоме, «Com açucar, com afeto», поётся на португальском, она была написана Шику Буарки и ранее уже исполнялась Нарой Леан.
Песня «Attimo per attimo» стала саундтреком к фильму «Да, синьор», а «Emmanuelle» — к «Я, Эммануэль».
Пластинка провела 22 недели на вершине итальянского хит-парада (что является одним из лучших показателей за всю историю), а также стала самой продаваемой в Италии за 1970 год.

## Отзывы критиков
В своей книге «Mina per neofiti» итальянский журналист Альдо Далла Векья пишет об альбоме следующее: «Мина изменилась, стала более зрелой и глубокой, а её вокал более драматичным, напряжённым и разнообразным».

## Список композиций
| №                   | Название                    | Текст песни                  | Музыка              | Длительность |
| ------------------- | --------------------------- | ---------------------------- | ------------------- | ------------ |
| 1.                  | «Un’ombra»                  | Клаудио Дайано, Паоло Лимити | Роберто Софaичи     | 3:22         |
| 2.                  | «Un giorno come un altro»   | Нино Феррер                  | Нино Феррер         | 2:45         |
| 3.                  | «Una mezza dozzina di rose» | Мина, Паоло Лимити           | Аугусто Мартелли    | 3:57         |
| 4.                  | «Emmanuelle»                | Антонио Амурри               | Джанни Феррио       | 3:09         |
| 5.                  | «Com açucar, com afeto»     | Шику Буарки                  | Шику Буарки         | 4:15         |
| 6.                  | «Non c'è che lui»           | Мариса Терци                 | Карло Росси         | 3:36         |
| Общая длительность: | Общая длительность:         | Общая длительность:          | Общая длительность: | 21:04        |

| №                   | Название                 | Текст песни         | Музыка                 | Длительность |
| ------------------- | ------------------------ | ------------------- | ---------------------- | ------------ |
| 1.                  | «Bugiardo e incosciente» | Паоло Лимити        | Жуан Мануэль Серрат    | 6:16         |
| 2.                  | «I problemi del cuore»   | Клаудио Дайано      | Пино Массара           | 3:44         |
| 3.                  | «Ma è soltanto amore»    | Джорджо Калабрезе   | Джан Франко Ревербьери | 2:52         |
| 4.                  | «Non credere»            | Могол, Аскри        | Роберто Соффичи        | 4:06         |
| 5.                  | «Il poeta»               | Бруно Лауци         | Бруно Лауци            | 2:58         |
| 6.                  | «Attimo per attimo»      | Антонио Амурри      | Берто Писано           | 3:16         |
| Общая длительность: | Общая длительность:      | Общая длительность: | Общая длительность:    | 23:12        |

## Чарты
| Чарт (1970–71)           | Высшая позиция | Недель в чарте |
| ------------------------ | -------------- | -------------- |
| Италия (Musica e dischi) | 1              | 40             |

| Чарт (1970)              | Позиция |
| ------------------------ | ------- |
| Италия (Musica e dischi) | 1       |